# Вест-Лейк-Гіллс (Техас)
Вест-Лейк-Гіллс (англ. West Lake Hills) — місто (англ. city) в США, в окрузі Тревіс штату Техас. Населення — 3444 особи (2020).

## Географія
Вест-Лейк-Гіллс розташований за координатами 30°17′31″ пн. ш. 97°48′30″ зх. д. / 30.29194° пн. ш. 97.80833° зх. д. (30.292058, -97.808447).  За даними Бюро перепису населення США в 2010 році місто мало площу 9,36 км², уся площа — суходіл.

## Демографія
Згідно з переписом 2010 року, у місті мешкали 3063 особи в 1203 домогосподарствах у складі 906 родин. Густота населення становила 327 осіб/км².  Було 1279 помешкань (137/км²).
Расовий склад населення:
| - 94,2 % — білих - 2,2 % — азіатів - 0,6 % — корінних американців - 0,2 % — чорних або афроамериканців |

До двох чи більше рас належало 2,3 %. Частка іспаномовних становила 5,0 % від усіх жителів.
За віковим діапазоном населення розподілялося таким чином: 23,7 % — особи молодші 18 років, 61,8 % — особи у віці 18—64 років, 14,5 % — особи у віці 65 років та старші. Медіана віку мешканця становила 48,0 року. На 100 осіб жіночої статі у місті припадало 101,1 чоловіків;  на 100 жінок у віці від 18 років та старших — 98,9 чоловіків також старших 18 років.
Середній дохід на одне домашнє господарство  становив 232 062 долари США (медіана — 141 453), а середній дохід на одну сім'ю — 249 544 долари (медіана — 161 858). Медіана доходів становила 118 720 доларів для чоловіків та 83 977 доларів для жінок. За межею бідності перебувало 6,1 % осіб, у тому числі 1,2 % дітей у віці до 18 років та 0,9 % осіб у віці 65 років та старших.
Цивільне працевлаштоване населення становило 1446 осіб. Основні галузі зайнятості: науковці, спеціалісти, менеджери — 36,9 %, освіта, охорона здоров'я та соціальна допомога — 17,9 %, фінанси, страхування та нерухомість — 16,9 %.